# Jörn Donner
Jörn Johan Donner (ur. 5 lutego 1933 w Helsinkach, zm. 30 stycznia 2020 tamże) – fiński reżyser, scenarzysta, producent i krytyk filmowy, a także pisarz i polityk, wywodzący się ze szwedzkojęzycznej mniejszości w Finlandii.

## Życiorys
W 1959 uzyskał magisterium na Uniwersytecie Helsińskim. Pracował w Finlandii oraz w Szwecji. Jako krytyk filmowy współpracował z różnymi czasopismami, m.in. z „Dagens Nyheter” i „Hufvudstadsbladet”. Od 1972 wchodził w skład kierownictwa Svenska Filminstitutet, a w latach 1978–1982 pełnił funkcję dyrektora generalnego tego instytutu. Jako filmowiec zajmował się reżyserią, pisaniem scenariuszy, a także produkcją (od drugiej połowy lat 60. w ramach własnego przedsiębiorstwa Jörn Donner Productions). Był m.in. producentem filmu Fanny i Aleksander Ingmara Bergmana, który wyróżniono czterema Nagrodami Akademii Filmowej.
Jako reżyser filmu pełnometrażowego debiutował w 1963 produkcją Wrześniowa niedziela, uhonorowaną nagrodą za debiut reżyserski na 24. MFF w Wenecji. Rok później zrealizował Kochać ze Zbigniewem Cybulskim i Harriet Andersson w rolach głównych. Wśród innych jego najbardziej znanych filmów są: Do diabła! Obrazki z Finlandii (1971), Hellyys (1972) i Brudna sprawa (1984). W latach 60. był zaliczany, m.in. wraz z Bo Widerbergiem i Vilgotem Sjömanem do nurtu skandalizującego kina szwedzkiego, pozostającego pod wpływem francuskiej Nowej Fali.
Był współtwórcą Europejskiej Akademii Filmowej, pełnił funkcję wiceprezesa tej organizacji. Przewodniczył jury konkursu głównego na 29. MFF w Berlinie (1979), zasiadał również w jury na 43. MFF w Wenecji (1986).
Był autorem licznych publikacji książkowych, z których część doczekała się ekranizacji. W 1985 otrzymał nagrodę literacką Finlandia za książkę Far och son.
Angażował się również w działalność polityczną. Przez kilka kadencji zasiadał w radzie miejskiej Helsinek oraz Ekenäs. W latach 1987–1995, w 2007 i ponownie od 2013 do 2015 sprawował mandat posła do Eduskunty, w której reprezentował Szwedzką Partię Ludową. W latach 1996–1999 był deputowanym do Parlamentu Europejskiego IV kadencji, został wybrany z listy Socjaldemokratycznej Partii Finlandii.

## Życie prywatne
Był trzykrotnie żonaty: w latach 1954–1962 z Ingą-Britt Wik, w latach 1974–1988 z Jeannette Bonnier i od 1995 z Bitte Westerlund. Z pierwszą żoną miał dwóch synów: Johana i Jakoba, natomiast z ostatnią – synów Daniela i Rafaela. Miał również dwoje dzieci ze związków pozamałżeńskich: córkę Susannę z Meri Vennamo i syna Otta Gabrielssona z Lisbet Gabrielsson.